# ادغار بريب
ادغار بريب (15 ديسمبر 1989 روسيا - ) هو لاعب كرة قدم روسي، يلعب كلاعب وسط لنادي مانيسا التركي.

## روابط خارجية
- ادغار بريب على موقع الاتحاد الأوربي (الإنجليزية)
- ادغار بريب على موقع اتحاد تركيا (لاعب) (الإنجليزية)
- ادغار بريب على موقع إي إس بي إن إف سي (الإنجليزية)
- ادغار بريب على موقع قاعدة بيانات كرة القدم.إي يو (الإنجليزية)
- ادغار بريب على موقع بيانات كرة القدم. دي إي (الألمانية)
- ادغار بريب على موقع Soccerbase.com (لاعب) (الإنجليزية)
- ادغار بريب على موقع Soccerway.com (الإنجليزية)
- ادغار بريب على موقع عالم كرة القدم.نت (الإنجليزية)
- ادغار بريب على موقع AS.com (الإسبانية)